# 法国重巡洋舰列表

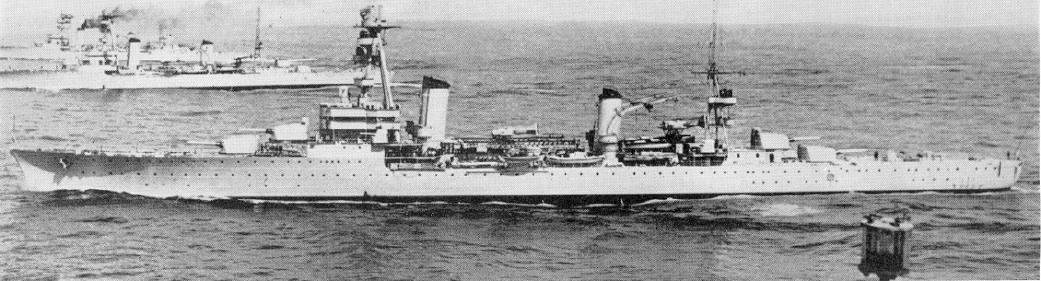
出现在美国海军部海军情报处1942年出版小册子上的“迪普莱克斯”号

法国重巡洋舰列表收录了法国海军设计、规划、建造和服役的所有重巡洋舰。这些舰只包括在迪盖·特鲁安级轻巡洋舰基础上设计建造的迪凯纳级：“迪凯纳”号和“图尔维尔”号，在“图尔维尔”号基础上更注重舰体防护能力的絮弗伦级：“絮弗伦”号、“科尔贝尔”号、“福煦”号和“迪普莱克斯”号。为了应对意大利皇家海军扎拉级重巡洋舰所带来的威胁，法国海军又采用全新设计建造了“阿尔及利亚”号重巡洋舰，这也是最后一款“条约型巡洋舰”。之后法国曾计划建造圣路易级重巡洋舰，但因第二次世界大战的爆发而取消。
| 建造者 | 舰只的建造者的名称以及建造时的所在地                 |
| 主炮   | 主炮的数量和类型                                     |
| 装甲   | 水线装甲带的最大厚度                                 |
| 排水量 | 战斗状态下满载排水量                                 |
| 推进器 | 传动轴的数量，推进系统的类型、可提供的最高航速和功率 |
| 服役   | 舰只开建和结束建造的日期以及其最终结局               |
| 开建   | 开始安放龙骨的日期                                   |
| 下水   | 舰只下水的日期                                       |
| 完工   | 舰只完成建造、交付使用的日期                         |
| 结局   | 舰只最终结局（例如沉没、拆解）                       |

## 历史
一战后的1922年底，美、英、日、法、意五国在美国华盛顿一同签署了《华盛顿海军条约》。这一条约最终规定了各国建造巡洋舰的排水量上限为10,000長噸（10,160公噸），主炮口径上限为203（8.0英寸）。为了在这些限制下实现尽可能强的火力，法国方面先是开始在1922年启动设计建造了迪盖·特鲁安级轻巡洋舰，以较弱的装甲防护和34节的高航速作为舰队的侦查单位。与此同时，法军也开始在该舰级的设计方案上计划建造更强大的巡洋舰，这就是迪凯纳级。这个舰级的舰只在建成时被称为轻巡洋舰（croiseur Leger），在1930年《伦敦条约》签订后被重新划分为A级巡洋舰（重巡洋舰）。
絮弗伦级重巡洋舰的设计建造介于迪凯纳级和“阿尔及利亚”号之间。舰队司令部希望巡洋舰得到更多防护导致新型舰只的防护方案一直得到改进。随着建造工程推进，各舰之间的差异越来越大，以至于“絮弗伦”号和“科尔贝尔”号以及“福煦”号和“迪普莱克斯”号在某些记载中被分别归为不同的舰级。前两艘的薄装甲带并没有为巡洋舰提供有效防护来抵御敌方巡洋舰的火力，后两艘的防护虽然更高，但在当时同类舰只中并不算十分突出。作为该项目的一部分开始而改进重型巡洋舰防护方案的过程最终导致了法国海军旗下最先进的巡洋舰“阿尔及利亚”号的出现。

## 迪凯纳级

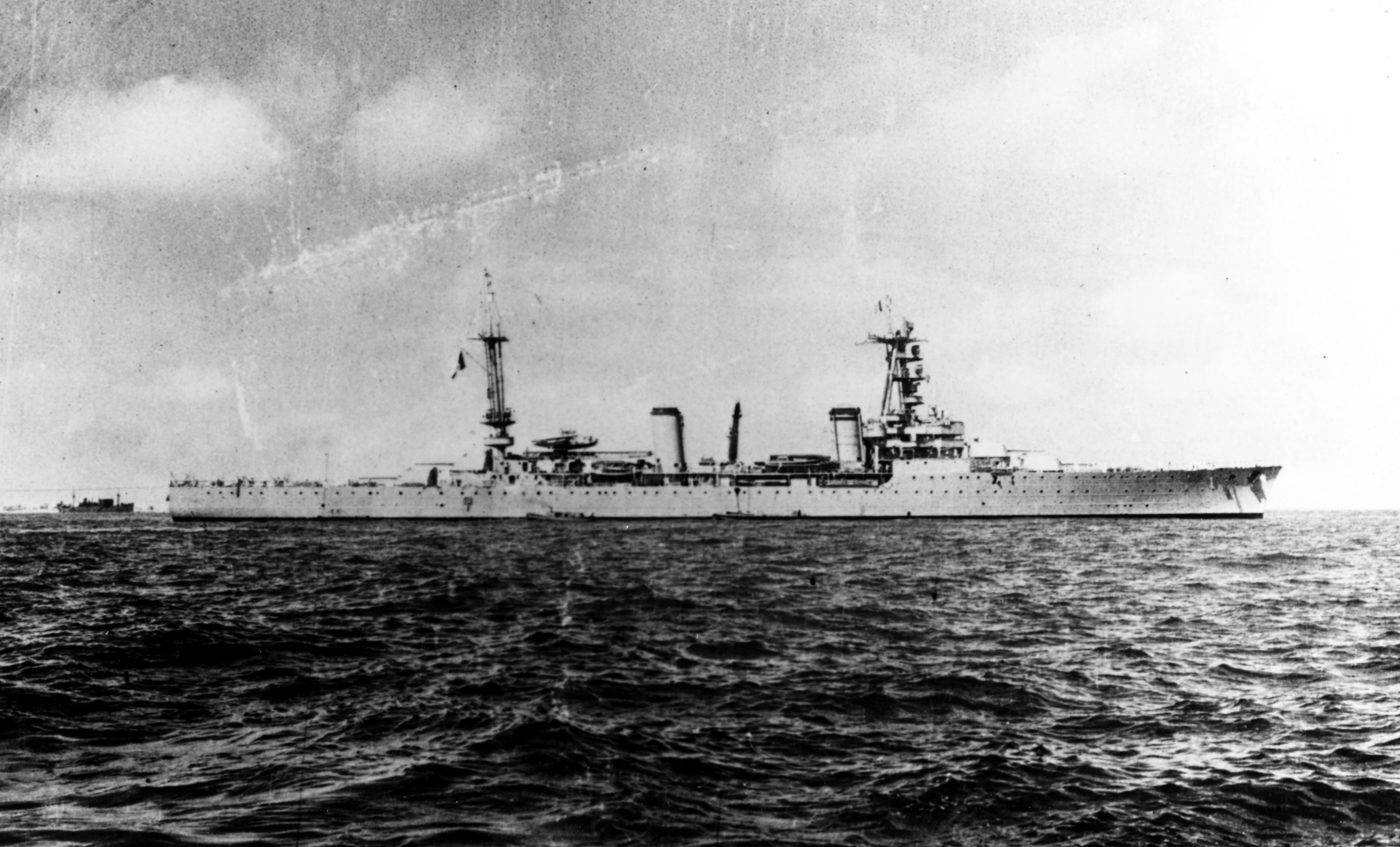
1943年的“迪凯纳”号

随着1922年《华盛顿海军条约》的生效，法国海军越发不能忽视各项海军条约中条款所带来的影响。为了保持其主要海上军事强国的地位，法国不得不在其他四个主要海上强国之后，开始建造属于自己的配有8英寸火炮的10000吨级巡洋舰。而此时唯一可以借鉴的现代巡洋舰设计方案是8,000吨的迪盖·特鲁安级。根据1924年建造计划的授权，新造巡洋舰在设计将牺牲部分速度和防护，以保持在10,000吨排水量限制下还能安装8英寸火炮。在《伦敦海军条约》生效之前，这两舰被法国军方划归为轻巡洋舰。在条约生效后，因法国方面只有一等巡洋舰和二等巡洋舰的分类，而没有重巡洋舰这一分类，两舰于是在1931年7月1日后被重新划分为一等巡洋舰。两舰分别得名自法国海军将领亚伯拉罕·迪凯纳以及图尔维尔伯爵。
两次世界大战之间，“迪凯纳”号和“图尔维尔”号在地中海地区服役，同时定期巡游以展示国力。二战期间，“迪凯纳”号在大西洋中部执行封锁任务，而“图尔维尔”号则被部署在地中海。在意大利参战之前，两舰都被划入了亚历山大港的X舰队。而在法国与德国保持停战的时期，两舰被封存了三年。随着德国于1942年11月占领维希法国并取消了1940年的停战协定，X舰队的舰只于1943年5月17日加入了自由法国部队。这些舰只于当年7月通过苏伊士运河驶往达喀尔。在达喀尔，两舰再次被分配执行大西洋中部封锁任务。1944年12月“迪凯纳”号加入了新成立的法国海军特遣部队，负责轰炸法国大西洋沿岸的德国抵抗力量。战后两舰都参与了协助恢复法国在法属印度支那的殖民统治的任务，直到1947年被封存。“迪凯纳”号一直保留到1955年才被拆解，而“图尔维尔”号则在1962年被拆解。
| 舰名                    | 建造者               | 主炮                            | 装甲          | 排水量                   | 推进器 | 服役           | 服役           | 服役          | 服役             |
| 舰名                    | 建造者               | 主炮                            | 装甲          | 排水量                   | 推进器 | 开建           | 下水           | 完工          | 结局             |
| ----------------------- | -------------------- | ------------------------------- | ------------- | ------------------------ | --- | -------------- | -------------- | ------------- | ---------------- |
| “迪凯纳”号    | 法國布雷斯特海军船厂 | 4座203（8.0英寸）50倍径双联舰炮 | 30（1.2英寸） | 12,200長噸（12,400公噸） | 4轴，9座居约·迪·唐普勒式燃油型水管锅炉驱动4台拉托·布列塔尼式齿轮传动蒸汽轮机，33.75節（62.51每小時；38.84英里每小時），120,000匹軸馬力（89,484千瓦特） | 1924年10月30日 | 1925年12月17日 | 1928年12月6日 | 1955年7月2日拆解 |
| “图尔维尔”号  | 法國洛里昂海军船厂   | 4座203（8.0英寸）50倍径双联舰炮 | 30（1.2英寸） | 12,200長噸（12,400公噸） | 4轴，9座居约·迪·唐普勒式燃油型水管锅炉驱动4台拉托·布列塔尼式齿轮传动蒸汽轮机，33.75節（62.51每小時；38.84英里每小時），120,000匹軸馬力（89,484千瓦特） | 1925年3月4日   | 1926年8月24日  | 1928年12月1日 | 1962年3月8日拆解 |

## 絮弗伦级

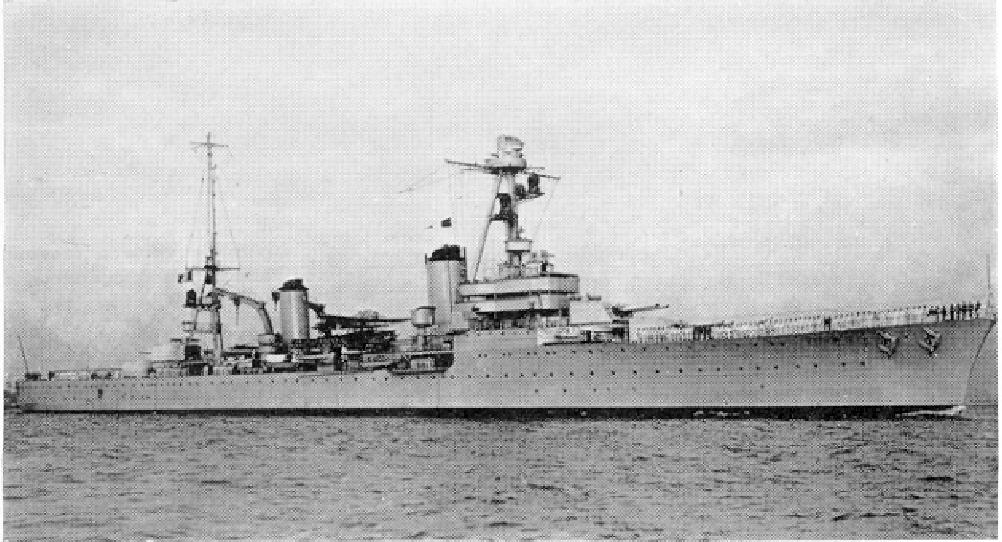
1933年12月1日的“迪普莱克斯”号。

早在第一代条约巡洋舰迪凯纳级正式开始建造前，法国海军就已经开始了新一级的研发工作。1925年，在“图尔维尔”号设计方案的基础上，法国海军总参谋部提出了一个新的10000吨级条约巡洋舰方案。该方案更注重于防护能力而不是高航速，为此前级的4轴推进系统被改为3轴，相应空余出来的排水量被用于加强舰只的防护装甲。由此，絮弗伦级舰体的防护装甲由迪凯纳级的370吨上升到了670吨。建造初期，这四艘重巡洋舰分别以法国海军将领皮埃尔·安德烈·德·絮弗伦·德·圣特罗佩，海军名臣让·巴蒂斯特·科尔贝尔，陸軍大臣卢瓦侯爵以及殖民總督约瑟夫·弗朗索瓦·迪普莱克斯命名。1929年福煦元帅逝世后，第三舰被更名为“福煦”号。
入役后，四舰先后进行了改装，在火力上分别进行了加强。率先入役的“絮弗伦”号在1930年与迪凯纳级两舰组成了第1轻型分舰队，后三舰则与“阿尔及利亚”号组成另一个三舰巡洋舰分队（其中1艘处于改装中）。二战开始时，“科尔贝尔”号、“福煦”号和“迪普莱克斯”号在大西洋猎杀德国私掠船，然后参加了对意大利海岸的轰炸。法国1940年沦陷时，这三艘舰只一直停靠在土伦，直到1942年11月被故意凿沉并报废。“絮弗伦”号在印度支那，一段时间后才返回地中海。法国战败后，该舰一直被困在亚历山大港，直到1943年被派往大西洋巡逻。战争结束后，该舰于1946年至1947年间返回印度支那。之后退役，并最终于1976年报废。
| 舰名                      | 建造者               | 主炮                            | 装甲          | 排水量                   | 推进器 | 服役           | 服役          | 服役          | 服役                                                    |
| 舰名                      | 建造者               | 主炮                            | 装甲          | 排水量                   | 推进器 | 开建           | 下水          | 完工          | 结局                                                    |
| ------------------------- | -------------------- | ------------------------------- | ------------- | ------------------------ | --- | -------------- | ------------- | ------------- | ------------------------------------------------------- |
| “絮弗伦”号      | 法國布雷斯特海军船厂 | 4座203（8.0英寸）50倍径双联舰炮 | 50（2.0英寸） | 13,135長噸（13,346公噸） | 3轴，6座居约·迪·唐普勒燃油水管式锅炉和2座小型燃煤水管锅炉，驱动3台拉托·布列塔尼式齿轮传动蒸汽轮机，31節（57每小時；36英里每小時），90,000匹軸馬力（67,113千瓦特） | 1926年4月17日  | 1927年5月3日  | 1930年1月1日  | 1974年拆解                                              |
| “科尔贝尔”号    | 法國布雷斯特海军船厂 | 4座203（8.0英寸）50倍径双联舰炮 | 50（2.0英寸） | 13,313長噸（13,527公噸） | 3轴，6座居约·迪·唐普勒燃油水管式锅炉和2座小型燃煤水管锅炉，驱动3台拉托·布列塔尼式齿轮传动蒸汽轮机，31節（57每小時；36英里每小時），90,000匹軸馬力（67,113千瓦特） | 1927年6月12日  | 1928年4月20日 | 1931年3月4日  | 1942年11月27日在土伦港自沉，1946年左右被打捞起后拆解    |
| “福煦”号        | 法國布雷斯特海军船厂 | 4座203（8.0英寸）50倍径双联舰炮 | 54（2.1英寸） | 13,644長噸（13,863公噸） | 3轴，6座居约·迪·唐普勒燃油水管式锅炉，驱动3台拉托·布列塔尼式齿轮传动蒸汽轮机，31節（57每小時；36英里每小時），90,000匹軸馬力（67,113千瓦特）                      | 1928年6月21日  | 1929年4月24日 | 1931年9月15日 | 1942年11月27日在土伦港自沉，1943年4月16日被打捞起后拆解 |
| “迪普莱克斯”号 （法語：Dupleix） | 法國布雷斯特海军船厂 | 4座203（8.0英寸）50倍径双联舰炮 | 60（2.4英寸） | 13,621長噸（13,840公噸） | 3轴，6座居约·迪·唐普勒燃油水管式锅炉，驱动3台拉托·布列塔尼式齿轮传动蒸汽轮机，31節（57每小時；36英里每小時），90,000匹軸馬力（67,113千瓦特）                      | 1929年11月14日 | 1930年10月9日 | 1932年7月20日 | 1942年11月27日在土伦港自沉，1943年7月3日被打捞起后拆解  |

## “阿尔及利亚”号

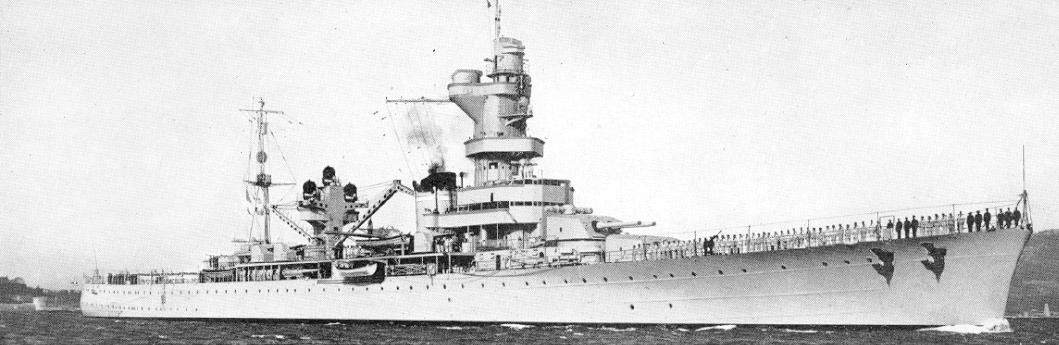
出现在美国海军部海军情报处1942年出版小册子上的“阿尔及利亚”号

在法国于二战前建成的所有7艘条约巡洋舰中，“阿尔及利亚”号是最强大最先进的一艘。为了应对意大利海军扎拉级重巡洋舰的八英寸火炮，本舰不再基于此前设计建造的舰只，而是采用了全新设计方案。作为法国海军最后一级条约巡洋舰，“阿尔及利亚”号的设计目标是在15到20千米的距离上依然能抵御152毫米炮弹。为此，“阿尔及利亚”号放弃了“福熙”号和“迪普莱克斯”号的沉箱式装甲系统，取而代之的式一条完整的水线装甲带。以此，将弹药库和轮机舱全都包围保护了起来。本舰是最早使用过热锅炉的舰只之一。此外，本舰在建造过程中大量的使用了焊接来替代此前项目中常用的铆接工艺。
入役后，“阿尔及利亚”号常驻地中海。在二战初期，本舰巡视水面以搜索德军水面舰艇。法国投降后，该舰停泊在土伦港，并最终于1942年11月自沉。1943年3月，意大利军方开始将本舰分段打捞出水，但到了1944年3月，残骸遭到盟军轰炸而再次沉没。最终在战后的1949年被全部打捞拆解。
| 舰名                      | 建造者               | 主炮                  | 装甲           | 排水量                   | 推进器 | 服役          | 服役          | 服役          | 服役                                                    |
| 舰名                      | 建造者               | 主炮                  | 装甲           | 排水量                   | 推进器 | 开建          | 下水          | 完工          | 结局                                                    |
| ------------------------- | -------------------- | --------------------- | -------------- | ------------------------ | --- | ------------- | ------------- | ------------- | ------------------------------------------------------- |
| “阿尔及利亚”号 （法語：Algérie） | 法國布雷斯特海军船厂 | 8门203（8.0英寸）舰炮 | 110（4.3英寸） | 13,677長噸（13,896公噸） | 4轴，6台安德烈式锅炉驱动4台拉托·布列塔尼式蒸汽轮机，31節（57每小時；36英里每小時），84,000匹軸馬力（62,639千瓦特） | 1931年3月19日 | 1932年5月21日 | 1934年9月15日 | 1942年11月27日在土伦港自沉，1943年3月18日被打捞起后拆解 |

## 圣路易级
依照1930年签订的《伦敦海军条约》规定，3000吨以上的巡洋舰在20年后才能被替换，因此法国以“阿尔及利亚”号为蓝本提出了C5方案以代替迪盖·特鲁安级轻巡洋舰。方案之所以名为C5，是因沿用自1926年之后法国海军对巡洋舰的命名法，即C1为“科尔贝尔”号，C2为“福煦”号，C3为“迪普莱克斯”号，C4为“阿尔及利亚”号。C5方案的原始文件所剩无几，然而1939年5月12日的一份文件列出了两个可能在评估中的施行计划，分别是配有两架水上飞机的C5 A3和不带航空设施的C5 SA1。这两个计划的舰体设计都基于“阿尔及利亚”号，如平甲板、塔形桥楼以及防护方案。与“阿尔及利亚”号相比，C5方案的主要创新在于受“德格拉斯”號輕巡洋艦的影响而采用了三门三联装203（8.0英寸）火炮。
随着1939年9月1日欧洲战争的爆发，所有在建的短期内无法完工的法军舰只都被暂停并接受审查，其中就包括C5项目。到1940年1月23日，一项基于C5的13000吨排水量重巡洋舰的新方案获得法军方授权。1940年4月1日颁布的海军法令进一步阐述了这一点，该法令要求建造三艘同级重巡洋舰。到1940年4月15日，出台了这一造舰计划的一般特性和规格，5月15日时最大排水量进一步增加到14770吨。新的重巡洋舰名单是根据退役的前无畏舰战列舰拟定的。这些名字分别是“圣路易”号（Saint-Louis）、“亨利四世”号（Henri IV）、“查理曼大帝”号（Charlemagne）、“布伦努斯”号（Brennus）、“查尔斯·马特尔”号（Charles Martel）和“维钦盖托里克斯”号（Vercingétorix）。1940年6月25日法国沦陷后，圣路易级的所有工作都被取消了，方案也没有最终确定装甲布局（曾有四个不同的建议计划中），也没有最终确定推进方案的细节。
| 舰名       | 建造者 | 主炮                        | 装甲 | 排水量                   | 推进器                         | 服役                       | 服役                       | 服役                       | 服役                       |
| 舰名       | 建造者 | 主炮                        | 装甲 | 排水量                   | 推进器                         | 开建                       | 下水                       | 完工                       | 结局                       |
| ---------- | ------ | --------------------------- | ---- | ------------------------ | ------------------------------ | -------------------------- | -------------------------- | -------------------------- | -------------------------- |
| 未定名舰一 | 未定   | 3座203（8.0英寸）三联装舰炮 | 未定 | 14,470長噸（14,700公噸） | 33節（61每小時；38英里每小時） | 因法国对德作战失败而被取消 | 因法国对德作战失败而被取消 | 因法国对德作战失败而被取消 | 因法国对德作战失败而被取消 |
| 未定名舰二 | 未定   | 3座203（8.0英寸）三联装舰炮 | 未定 | 14,470長噸（14,700公噸） | 33節（61每小時；38英里每小時） | 因法国对德作战失败而被取消 | 因法国对德作战失败而被取消 | 因法国对德作战失败而被取消 | 因法国对德作战失败而被取消 |
| 未定名舰三 | 未定   | 3座203（8.0英寸）三联装舰炮 | 未定 | 14,470長噸（14,700公噸） | 33節（61每小時；38英里每小時） | 因法国对德作战失败而被取消 | 因法国对德作战失败而被取消 | 因法国对德作战失败而被取消 | 因法国对德作战失败而被取消 |
| 未定名舰四 | 未定   | 3座203（8.0英寸）三联装舰炮 | 未定 | 14,470長噸（14,700公噸） | 33節（61每小時；38英里每小時） | 因法国对德作战失败而被取消 | 因法国对德作战失败而被取消 | 因法国对德作战失败而被取消 | 因法国对德作战失败而被取消 |
| 未定名舰五 | 未定   | 3座203（8.0英寸）三联装舰炮 | 未定 | 14,470長噸（14,700公噸） | 33節（61每小時；38英里每小時） | 因法国对德作战失败而被取消 | 因法国对德作战失败而被取消 | 因法国对德作战失败而被取消 | 因法国对德作战失败而被取消 |
| 未定名舰六 | 未定   | 3座203（8.0英寸）三联装舰炮 | 未定 | 14,470長噸（14,700公噸） | 33節（61每小時；38英里每小時） | 因法国对德作战失败而被取消 | 因法国对德作战失败而被取消 | 因法国对德作战失败而被取消 | 因法国对德作战失败而被取消 |

## 脚注

### 引文
1. 1 2 3 4 5 6 7 8 9 10 11  世界重巡洋舰全集，第112頁
2. 1 2 3 4 5 6 7 8 9 10 11 12 13 14 15 16 17 18 19 20 21  世界重巡洋舰全集，第117頁
3. 1 2 3 4 5 6 7  世界重巡洋舰全集，第123頁
4. 1 2 3 4  日本海人社 (2012)，第233頁.
5. ↑  Gröner (1990)，第ix頁.
6. 1 2 3  国际展望 & 2006-12，第46頁
7. 1 2 3  军事历史 & 2006-03，第30頁
8. ↑  军事历史 & 2006-03，第30-31頁
9. ↑  军事历史 & 2006-03，第31-32頁.
10. ↑  Патянин（2012年），第79页
11. ↑  军事历史 & 2006-03，第31頁
12. ↑  Jordan & Moulin 2013，Chapter 2, Duquesne and Tourville
13. ↑  Jordan & Moulin 2013，Acronyms and Abbreviations
14. ↑  Whitley 1995，第29頁，Duquesne Class
15. 1 2  Jordan & Moulin 2013，Chapter 9, Cruiser Designations
16. ↑  世界重巡洋舰全集，第113頁
17. ↑  Whitley 1995，第30頁，Duquesne Class
18. ↑  Jordan & Moulin 2013，Chapter 10, The Forces of North Africa rejoin the Allied Cause
19. ↑  Jordan & Moulin 2013，Chapter 12, The Deactivation of Cruisers
20. 1 2 3  日本海人社 (2012)，第109頁.
21. 1 2 3  世界重巡洋舰全集，第114頁
22. 1 2  军事历史 & 2006-03，第33頁
23. 1 2 3 4 5  国际展望 & 2007-04，第68頁
24. 1 2 3 4 5 6  军事历史 & 2006-03，第32頁
25. ↑  世界重巡洋舰全集，第122頁.
26. ↑  国际展望 & 2007-04，第66頁
27. 1 2  Whitley 1995，第31頁，Suffern Class
28. ↑  Jordan & Moulin 2013，Chapter 3, The Suffren Class, Suffren, Protection
29. 1 2 3  世界重巡洋舰全集，第118頁
30. 1 2 3 4 5 6 7  国际展望 & 2007-04，第72頁
31. 1 2 3 4  Whitley（1995年），第32-34页
32. ↑  Jordan & Moulin（2013年），第221–222页
33. 1 2 3 4 5 6 7 8  世界重巡洋舰全集，第119頁
34. 1 2 3 4  日本海人社 (2012)，第110頁.
35. ↑  Jordan & Moulin 2013，Chapter 12, The Deactivations
36. 1 2  Jordan & Moulin 2013，Chapter 5, Protection
37. ↑  Warship International, No. 3 1997，第310頁
38. 1 2 3 4  国际展望 & 2006-12，第48頁
39. ↑  Jordan & Moulin 2013，Chapter 5, Hull and General Configuration
40. ↑  世界重巡洋舰全集，第124頁
41. 1 2 3 4 5  Jordan & Moulin (2013)，第159頁.
42. 1 2 3  Jordan & Moulin (2013)，第160頁.
43. ↑  Jordan & Moulin (2013)，第162-163頁.
44. ↑  日本海人社 (2012)，第233-234頁.

## 期刊来源
- 王义山. . 舰船知识 = NAVAL & MERCHANT SHIPS (北京: 舰船知识杂志社). 2010, (增刊). ISSN 1000-7148 （中文（中国大陆））.
- 吴洪海. . 军事历史 = MILITARY HISTORY. 2006, (3): 30-35. doi:10.3969/j.issn.1002-4883.2006.03.005 （中文（中国大陆））.
- 吴洪海. . 国际展望 = WORLD OUTLOOK. 2007, (4): 66-73 （中文（中国大陆））.
- 吴洪海. . 国际展望 = WORLD OUTLOOK. 2006, (12): 46-53 （中文（中国大陆））.

## 扩展阅读
- 何颖. . 航海. 1983, (1): 36 （中文（中国大陆））.